# Marvin Loría
Marvin Antonio Loría Leitón (San José, 24 aprile 1997) è un calciatore costaricano, attaccante del Saprissa.

## Carriera
Cresciuto calcisticamente nel Saprissa, debutta a livello professionistico il 24 novembre 2013, all'età di 16 anni, contro il Cartaginés. Viste le buone doti mostrate, il calciatore viene prelevato in prestito dalla squadra lusitana Benfica B, senza marcare però alcuna presenza. Tornato al Saprissa colleziona altre otto presenze prima di essere girato in prestito al Portland Timbers 2, con i quali segna la prima rete da professionista, direttamente da calcio di punizione, nella USL il 18 maggio 2018, nella larga vittoria per 7-3 dei Timbers2 contro il Ventura County.
Il 10 dicembre viene acquistato a titolo definitivo dai Timbers ed inserito in prima squadra.

### Nazionale
Il 2 febbraio 2019 esordisce nella nazionale costaricana partendo da titolare nell'amichevole persa per due a zero contro gli Stati Uniti.

## Statistiche

### Presenze e reti nei club
| Stagione         | Squadra            | Campionato       | Campionato | Campionato | Coppe nazionali | Coppe nazionali | Coppe nazionali | Coppe continentali | Coppe continentali | Coppe continentali | Altre coppe | Altre coppe | Altre coppe | Totale | Totale |
| Stagione         | Squadra            | Comp             | Pres       | Reti       | Comp            | Pres            | Reti            | Comp               | Pres               | Reti               | Comp        | Pres        | Reti        | Pres   | Reti   |
| ---------------- | ------------------ | ---------------- | ---------- | ---------- | --------------- | --------------- | --------------- | ------------------ | ------------------ | ------------------ | ----------- | ----------- | ----------- | ------ | ------ |
| 2013-2014        | Saprissa           | PD               | 1          | 0          |                 | -               | -               |                    | -                  | -                  |             | -           | -           | 1      | 0      |
| 2014-2015        | Saprissa           | PD               | 1          | 0          |                 | -               | -               |                    | -                  | -                  |             | -           | -           | 1      | 0      |
| 2015-2016        | Benfica B          | SL               | 0          | 0          |                 | -               | -               |                    | -                  | -                  |             | -           | -           | 0      | 0      |
| Totale Benfica B | Totale Benfica B   | Totale Benfica B | 0          | 0          |                 | -               | -               |                    | -                  | -                  |             | -           | -           | 0      | 0      |
| 2016-2017        | Saprissa           | PD               | 5          | 0          |                 | -               | -               |                    | -                  | -                  |             | -           | -           | 5      | 0      |
| 2017-2018        | Saprissa           | PD               | 3          | 0          |                 | -               | -               |                    | -                  | -                  |             | -           | -           | 3      | 0      |
| Totale Saprissa  | Totale Saprissa    | Totale Saprissa  | 10         | 0          |                 | -               | -               |                    | -                  | -                  |             | -           | -           | 10     | 0      |
| 2018             | Portland Timbers 2 | USL              | 30+1       | 6          |                 | -               | -               |                    | -                  | -                  |             | -           | -           | 31     | 6      |
| 2019             | Portland Timbers 2 | USLC             | 2          | 2          |                 | -               | -               |                    | -                  | -                  |             | -           | -           | 2      | 2      |
| Totale carriera  | Totale carriera    | Totale carriera  | 43         | 8          |                 | -               | -               |                    | -                  | -                  |             | -           | -           | 43     | 8      |

### Cronologia presenze e reti in nazionale
| Cronologia completa delle presenze e delle reti in nazionale ― Costa Rica | Cronologia completa delle presenze e delle reti in nazionale ― Costa Rica | Cronologia completa delle presenze e delle reti in nazionale ― Costa Rica | Cronologia completa delle presenze e delle reti in nazionale ― Costa Rica | Cronologia completa delle presenze e delle reti in nazionale ― Costa Rica | Cronologia completa delle presenze e delle reti in nazionale ― Costa Rica | Cronologia completa delle presenze e delle reti in nazionale ― Costa Rica | Cronologia completa delle presenze e delle reti in nazionale ― Costa Rica |
| Data                                                                      | Città                                                                     | In casa                                                                   | Risultato                                                                 | Ospiti                                                                    | Competizione                                                              | Reti                                                                      | Note                                                                      |
| ------------------------------------------------------------------------- | ------------------------------------------------------------------------- | ------------------------------------------------------------------------- | ------------------------------------------------------------------------- | ------------------------------------------------------------------------- | ------------------------------------------------------------------------- | ------------------------------------------------------------------------- | ------------------------------------------------------------------------- |
| 02-02-2019                                                                | San Jose                                                                  | Stati Uniti                                                               | 1 – 0                                                                     | Costa Rica                                                                | Amichevole                                                                | -                                                                         | 77’                                                                       |
| Totale                                                                    |                                                                           | Presenze                                                                  | 1                                                                         |                                                                           | Reti                                                                      | 0                                                                         |                                                                           |

## Palmarès

### Club

#### Competizioni Nazionali
- Campionato costaricano: 1

Saprissa: Invierno 2016
- MLS is Back Tournament: 1

Portland Timbers: 2020